# Vivien Brisse
Vivien Brisse (Saint-Étienne, 8 de abril de 1988) es un deportista francés que compite en ciclismo en las modalidades de pista, especialista en la prueba de madison, y ruta.
Ganó una medalla de oro en el Campeonato Mundial de Ciclismo en Pista de 2013 y dos medallas de bronce en el Campeonato Europeo de Ciclismo en Pista, en los años 2011 y 2014.

## Medallero internacional
| Campeonato Mundial | Campeonato Mundial       | Campeonato Mundial | Campeonato Mundial |
| Año                | Lugar                    | Medalla            | Competición        |
| ------------------ | ------------------------ | ------------------ | ------------------ |
| 2013               | Minsk (Bielorrusia)      | Medalla de oro     | Madison            |
| Campeonato Europeo |                          |                    |                    |
| Año                | Lugar                    | Medalla            | Competición        |
| 2011               | Apeldoorn (Países Bajos) | Medalla de bronce  | Madison            |
| 2014               | Baie-Mahault (Francia)   | Medalla de bronce  | Madison            |